# 三瀬城
三瀬城（みつせじょう）は、佐賀県佐賀市三瀬村にあった日本の城（山城）。

## 概要
背振山地中央部にある標高560ｍの城山の山頂に位置する。佐賀平野を望み、山麓は博多や唐津、佐賀に通ずる要衝地だった。
享禄年間に、有事に備えて三瀬宗利により築かれた。享禄年間に神代勝利を迎えると、やがて勝利は背振山地一帯を統一した。勝利の死後、息子の神代長良は龍造寺氏に降伏し、やがて鍋島氏の重臣となった。鍋島直茂は神代党の結束を避けるため慶長年間に神代家良を芦刈に転封させ、神代氏は当城を離れた。